# Landskampioen
De landskampioen of nationaal kampioen is de winnaar van een nationale competitie, meestal in een sportdiscipline. In de competitie wordt gestreden tussen deelnemers van eenzelfde nationaliteit of licentie.
Een nationaal kampioenschap kan volgens sterk uiteenlopende competitievormen georganiseerd worden. In sporten als wielrennen op de weg wordt voor de titel gestreden in één enkele wedstrijd; in sporten als voetbal of basketbal gaat de titel naar de winnaar van een volledige competitie. Verwante competities binnen een bepaalde sporttak kunnen zo georganiseerd worden dat een sporter in meerdere competities voor een titel kan strijden.
De landskampioen mag de titel gedurende een bepaalde periode dragen; meestal is dat een jaar.

## Overzicht van landskampioenen in de Lage Landen
Een overzicht van de landskampioenen per sporttak vindt u op onderstaande pagina's:

### België
- Atletiek
  - Belgische kampioenschappen atletiek
  - Belgisch kampioenschap halve marathon
  - Belgische kampioenschappen atletiek meerkamp
  - Belgische kampioenschappen indooratletiek
  - Belgische kampioenschappen veldlopen
- Basketbal
  - Eerste klasse basketbal dames (België)
  - Eerste klasse basketbal heren (België) (Ethias League)
- Handbal
  - Eerste nationale (dameshandbal)
  - Eerste nationale (herenhandbal)
- Hockey
  - Eredivisie ijshockey (België)
- Korfbal
  - Eerste klasse (veld)
  - Topkorfbal League (zaal)
- Schaatsen
  - Belgische kampioenschappen schaatsen allround
- Voetbal
  - Eerste klasse (futsal)
  - Eerste klasse (voetbal België)
  - Eerste klasse (vrouwenvoetbal België)
  - Eerste klasse (zaalvoetbal)
  - Serie A (Strandvoetbal)
- Volleybal
  - Eredivisie - dames -
  - Liga A (volleybal) - heren -
- Wielrennen
  - Belgisch kampioenschap wielrennen
  - Belgisch kampioenschap tijdrijden
  - Belgische kampioenschappen veldrijden

### Nederland
- Atletiek
  - Nederlandse kampioenschappen atletiek
  - Nederlandse kampioenschappen indooratletiek
  - Nederlandse kampioenschappen atletiek meerkamp
  - Nederlandse kampioenschappen atletiek veldlopen
  - Nederlands kampioenschappen halve marathon
- Basketbal
  - Nederlands kampioenschap basketbal
- Bridge
  - Meesterklasse bridge
- Dammen
  - Nederlands kampioenschap dammen / Nederlandse damcompetitie
- Schaatsen
  - Nederlandse kampioenschappen schaatsen allround mannen
  - Nederlandse kampioenschappen schaatsen allround vrouwen
  - Nederlandse kampioenschappen schaatsen afstanden mannen
  - Nederlandse kampioenschappen schaatsen afstanden vrouwen
  - Nederlandse kampioenschappen schaatsen sprint mannen
  - Nederlandse kampioenschappen schaatsen sprint vrouwen
  - Nederlandse kampioenschappen kortebaanschaatsen
  - Nederlandse kampioenschappen schaatsen supersprint
  - Nederlands kampioenschap shorttrack
- Schaken
  - Nederlands kampioenschap schaken / Meesterklasse schaken
- Tafeltennis
  - Nederlands kampioenschap tafeltennis
- Tennis
  - Nationale Tenniskampioenschappen
- Voetbal
  - Eredivisie: Nederlands kampioenschap voetbal
  - Eredivisie: Nederlands kampioenschap vrouwenvoetbal
- Volleybal
  - Eredivisie
- Waterpolo
  - Nederlands kampioenschap waterpolo heren
- Wielrennen
  - Nederlands kampioenschap wielrennen op de weg
  - Nederlandse kampioenschappen veldrijden